# Réttarfoss
Réttarfoss (in lingua islandese: cascata del recinto per animali) è una cascata alta 12 metri situata nella regione del Norðurland eystra, la parte nord-orientale dell'Islanda.

## Descrizione
Réttarfoss è la penultima cascata del fiume Jökulsá á Fjöllum, il secondo più importante del paese, che scorre nella regione nordorientale del Norðurland eystra. Il fiume, che è alimentato dal ghiacciaio Vatnajökull, forma la cascata precipitando per 12 metri da una parete rocciosa, con un'ampiezza di 75 metri. Il fiume scorre all'interno del canyon Jökulsárgljúfur (gola del fiume del ghiacciaio); l'intera area dal 1945 è inclusa nel Parco nazionale del Vatnajökull, uno dei quattro parchi nazionali dell'Islanda.
A monte di Réttarfoss ci sono le cascate Hafragilsfoss, la potente Dettifoss e Selfoss, mentre a valle si trova la Vígabjargsfoss, l'ultima cascata prima che il Jökulsá á Fjöllum forma prima di andare a sfociare nel fiordo Öxarfjörður, e quindi nell'Oceano Artico.
In Islanda ci sono altre cascate che portano lo stesso nome Réttarfoss.

## Accesso
Réttarfoss è raggiungibile da ovest seguendo dapprima la strada 862 Dettifossvegur e proseguendo poi per la strada 887 Tungnavegur. La cascata è inclusa nel percorso turistico chiamato Diamond Circle, che si snoda tra Húsavík e il lago Mývatn nella parte settentrionale dell'Islanda. Dalla Hringvegur, la grande strada ad anello che contorna tutta l'isola, si prende la strada sterrata 864 e la si segue per 27 km. Si trovano nell'ordine la grande cascata Dettifoss, Hafragilsfoss e successivamente Réttarfoss e Vigabjargsfoss. Selfoss invece è situata 1 km a monte di Dettifoss.